# Opisthograptis intensa
Opisthograptis intensa là một loài bướm đêm trong họ Geometridae.